# Jüdischer Friedhof (Großwinternheim)

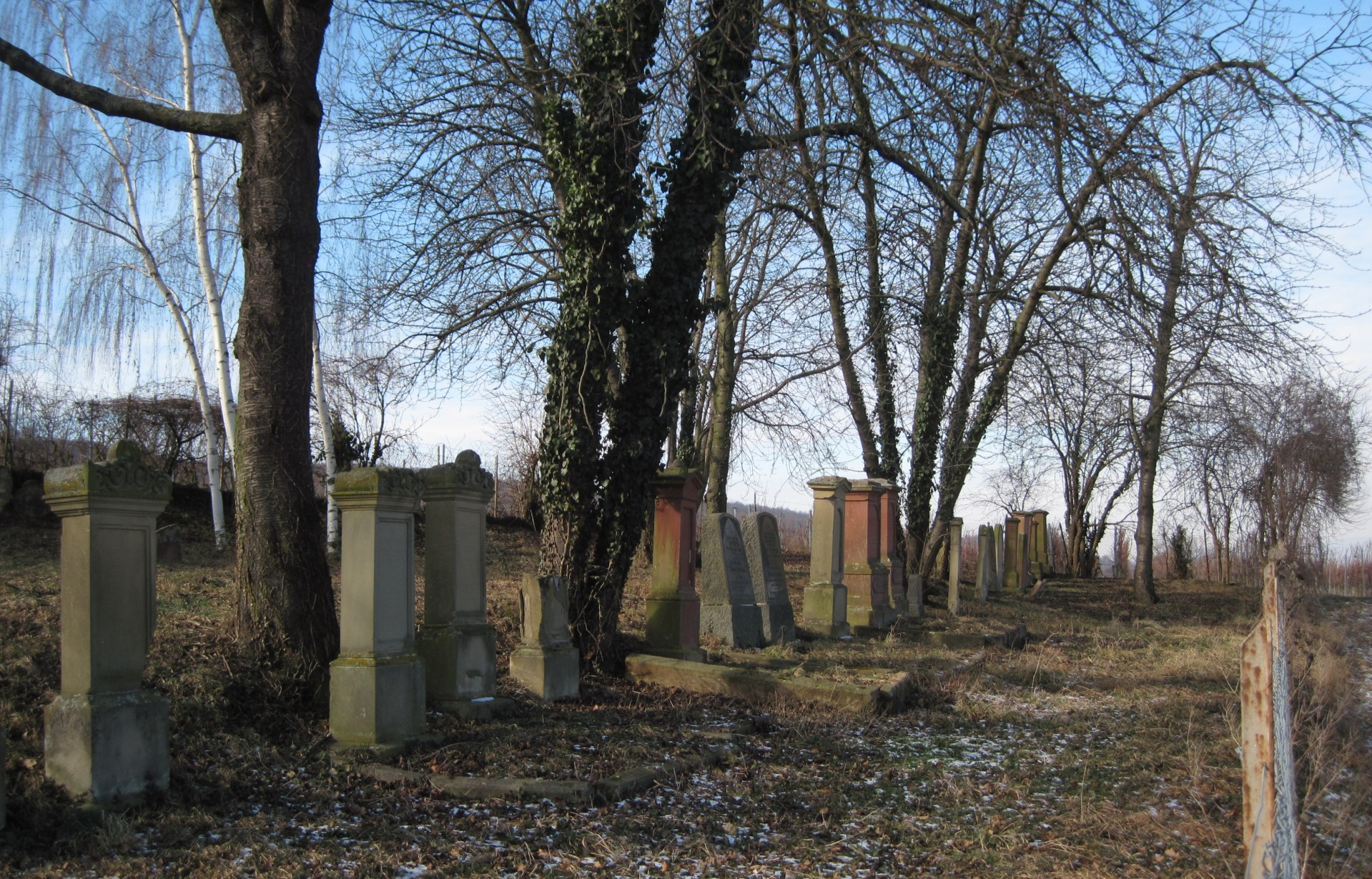
Jüdischer Friedhof in Großwinternheim

Der Jüdische Friedhof in Großwinternheim, einem Stadtteil der Kreisstadt Ingelheim am Rhein im Landkreis Mainz-Bingen in Rheinland-Pfalz, wurde 1752 angelegt. Der 13,81 Ar große jüdische Friedhof befindet sich südlich des Ortes, links der Selz in der Flur Ober dem Rheinweg.
Der älteste, heute noch lesbare Grabstein ist von 1853, der jüngste von 1903. Heute sind noch 44 Grabmäler, überwiegend aus dem 19. Jahrhundert erhalten.